# Laophonte inopinata
Laophonte inopinata är en kräftdjursart som beskrevs av T. Scott 1892. Laophonte inopinata ingår i släktet Laophonte och familjen Laophontidae. Inga underarter finns listade i Catalogue of Life.